# Cantone di Doulevant-le-Château
Il Cantone di Doulevant-le-Château era una divisione amministrativa dell'Arrondissement di Saint-Dizier.
A seguito della riforma approvata con decreto del 17 febbraio 2014, che ha avuto attuazione dopo le elezioni dipartimentali del 2015, è stato soppresso.

## Composizione
Comprendeva 18 comuni:
- Ambonville
- Arnancourt
- Baudrecourt
- Beurville
- Blumeray
- Bouzancourt
- Brachay
- Charmes-en-l'Angle
- Charmes-la-Grande
- Cirey-sur-Blaise
- Courcelles-sur-Blaise
- Dommartin-le-Saint-Père
- Doulevant-le-Château
- Flammerécourt
- Leschères-sur-le-Blaiseron
- Mertrud
- Nully
- Trémilly

Le ultime due località per vari anni sono state unite in un unico comune, quello di Nully-Trémilly.